# Othon II de Wittelsbach
 (mars 2020).
Si vous disposez d'ouvrages ou d'articles de référence ou si vous connaissez des sites web de qualité traitant du thème abordé ici, merci de compléter l'article en donnant les références utiles à sa vérifiabilité et en les liant à la section « Notes et références ».
Otton IV (ou II) de Wittelsbach ou Otton IV de Scheyern (1083 † août 1156), est un comte de Wittelsbach et comte palatin en Bavière.

## Biographie
Deuxième fils d'Eckhard Ier, comte de Scheyern (ou de son frère, Othon II) et de Richgarde de Weimar-Orlamünde, fille d'Ulrich, margrave de Carniole, Otton sert l'empereur Henri V, qu'il accompagne dans sa première expédition italienne en 1110–1111 (l'empereur s'adresse d'ailleurs à lui sous le nom d'Otton comte de "Witlinesbac" dans un document de 1115). 
En 1113, sur son initiative, tous les membres de la famille acceptent que le château ancestral de la famille de Scheyern soit converti en monastère. Les comtes s'installent alors au château de Wittelsbach près d'Aichach, dont ils prennent le nom à partir de 1116. Ce nom deviendra celui de la maison qui a régné en Bavière jusqu'en 1918.
En 1116, Otton devient comte palatin en Bavière. Il règne sur Scheyern, Geisenfeld, Kühbach, St. Ulrich, Weihenstephan et Freising. En 1121, il devient bailli à Ensdorf et Indersdorf.
Le 23 mai 1123, il fonde avec son épouse l'abbaye d'Ensdorf par obligation morale, pour avoir participé à la capture du pape Pascal en 1111 sous l'empereur Henri V, ce qui lui avait valu l'excommunication. À la suite de cet acte de foi, le pape Pascal émet une bulle, par laquelle il lève l'interdit.
En 1119, il entre en possession du Nordgau, dont sa femme, Heilika von Lengenfeld, est l'héritière. Par la suite, lui et sa famille vivront à Lengenfeld pendant les dix dernières années de sa vie. Il sera enterré dans la salle capitulaire de l'abbaye d'Ensdorf, aux côtés de son beau-père Frédéric, de sa belle-sœur Heilwig de Lengenfeld et du mari de celle-ci, Gebhard Ier de Leuchtenberg.

## Mariage et descendance
Le 13 juillet 1116, il épouse Eilika de Pettendorf (1103 † 1170), fille de Frédéric III de Pettendorf-Lengenfeld-Hopfenohe et d'Heilica de Souabe, petite-fille de l'empereur Henri IV et cousine germaine de Frédéric Barberousse, dont il a huit enfants :
- Hermann ;
- Otton III ;
- Frédéric († 1198), qui épouse une comtesse de Donauwörth ;
- Ulrich II († 29 mars 1160) ;
- Hedwige (1117 † 16 juillet 1174), qui épouse en 1152 le comte Berthold III d'Andechs ;
- Otton IV († 1189), qui épouse Bénédicte de Moosburg, comtesse de Donauwörth, dont il a Othon VIII, l'assassin du roi Philippe de Souabe ;
- Conrad († 1200), cardinal, archevêque de Mayence et de Salzbourg, évêque de La Sabine ;
- Adélaïde, qui épouse Othon III de Stefling.

Les rois de Bavière, les ducs en Bavière, Élisabeth de Wittelsbach, ainsi que les actuels princes de Bavière sont ses descendants directs.